# Eleutherine
Genre
Classification phylogénétique
Eleutherine est un genre de plantes de la famille des Iridaceae. 

## Liste des espèces et sous-espèces
Selon (en) The Plant List : Eleutherine  (consulté le 19 novembre 2021) :
- Eleutherine angusta Ravenna
- Eleutherine bulbosa (Mill.) Urb.
- Eleutherine citriodora (Ravenna) Ravenna
- Eleutherine latifolia (Standl. & L.O.Williams) Ravenna